# 11401 Pierralba
11401 Pierralba è un asteroide della fascia principale. Scoperto nel 1999, presenta un'orbita caratterizzata da un semiasse maggiore pari a 2,2514277 UA e da un'eccentricità di 0,1993840, inclinata di 4,97450° rispetto all'eclittica.